# دانشگاه ایالتی کالیفرنیا در لس آنجلس
دانشگاه ایالتی کالیفرنیا در لس آنجلس (به انگلیسی: California State University, Los Angeles) یک دانشگاه عمومی است در شهر لس آنجلس، نزدیک بزرگراه‌های شمارهٔ ۱۰ و ۷۱۰.

## نگارخانه

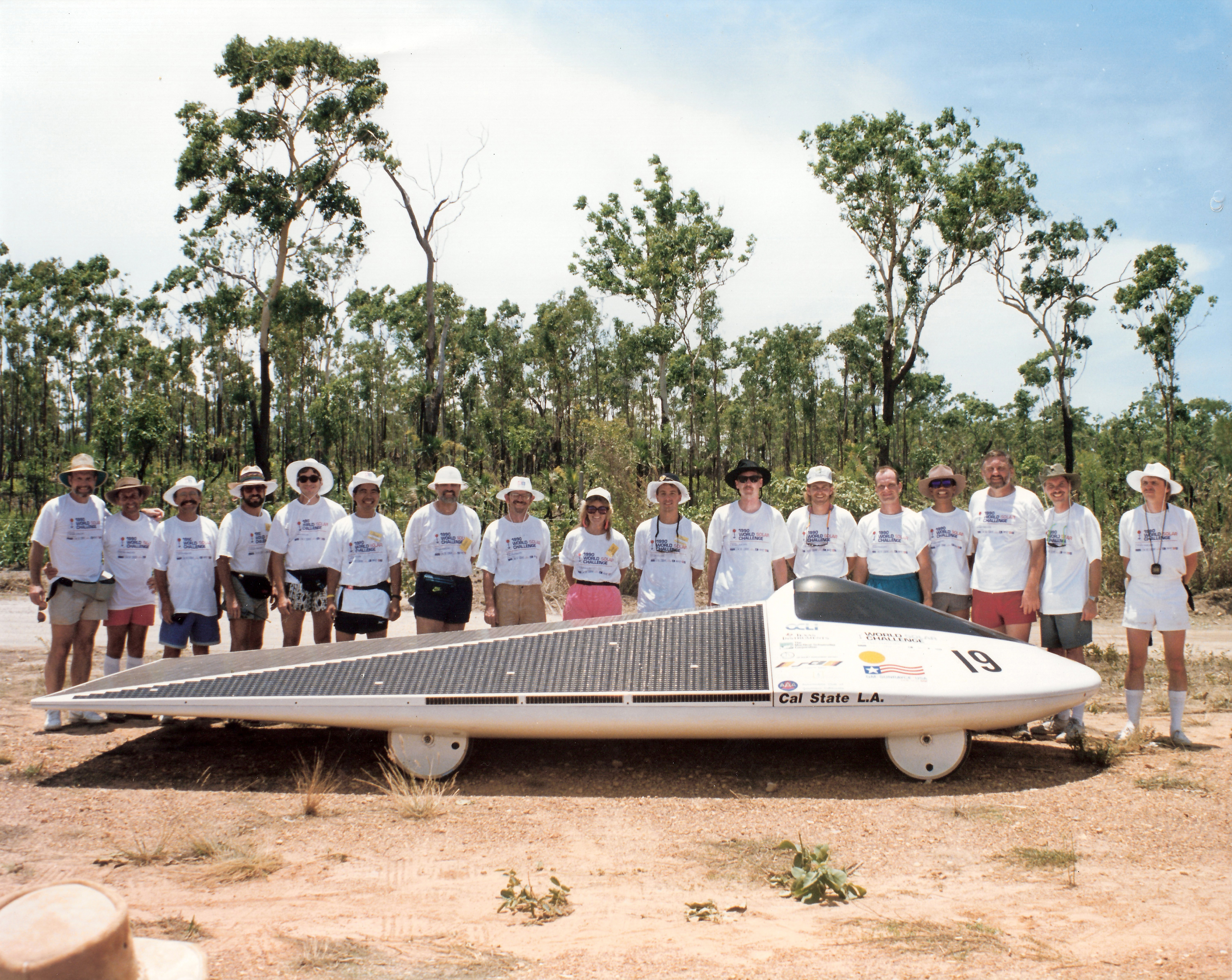
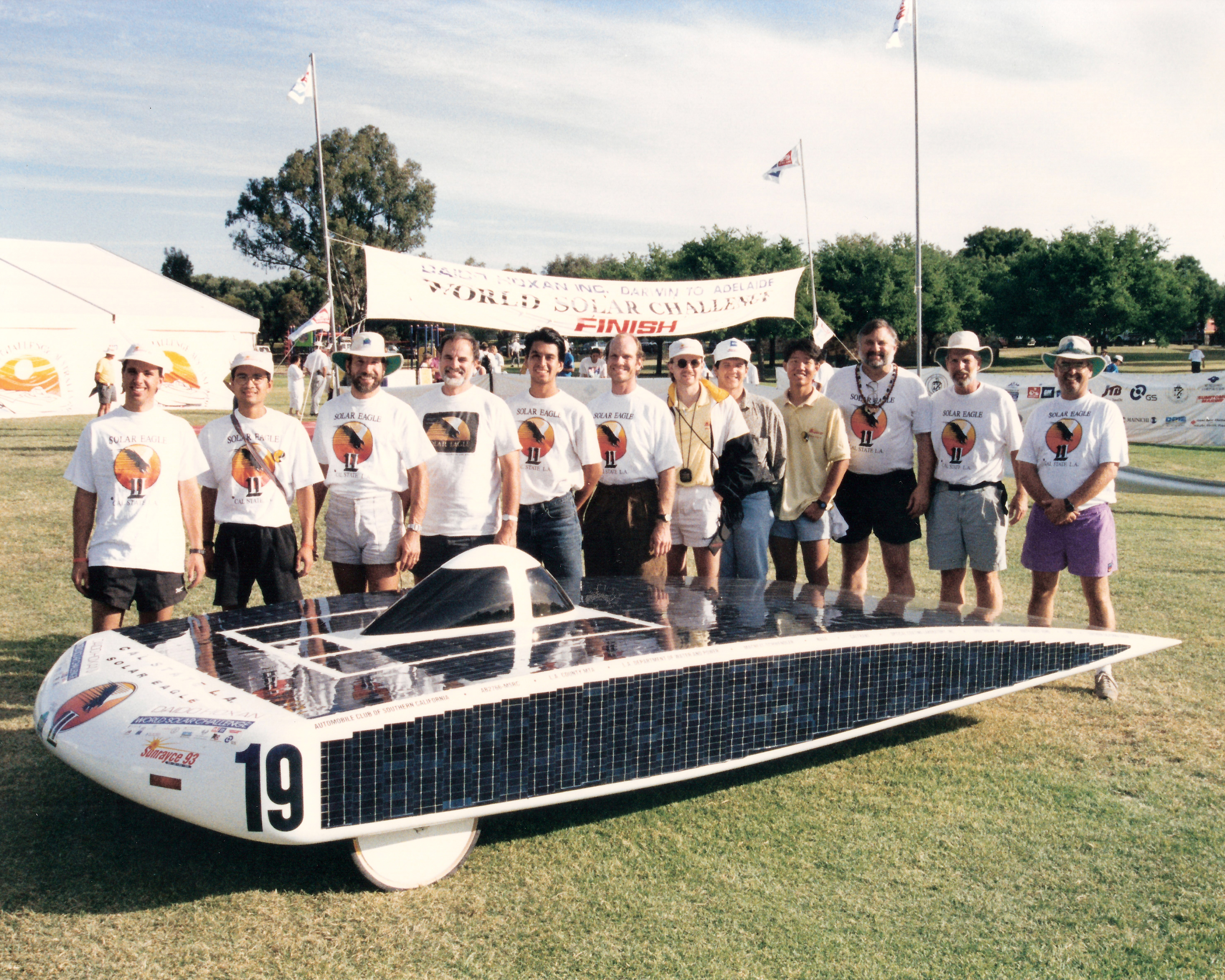
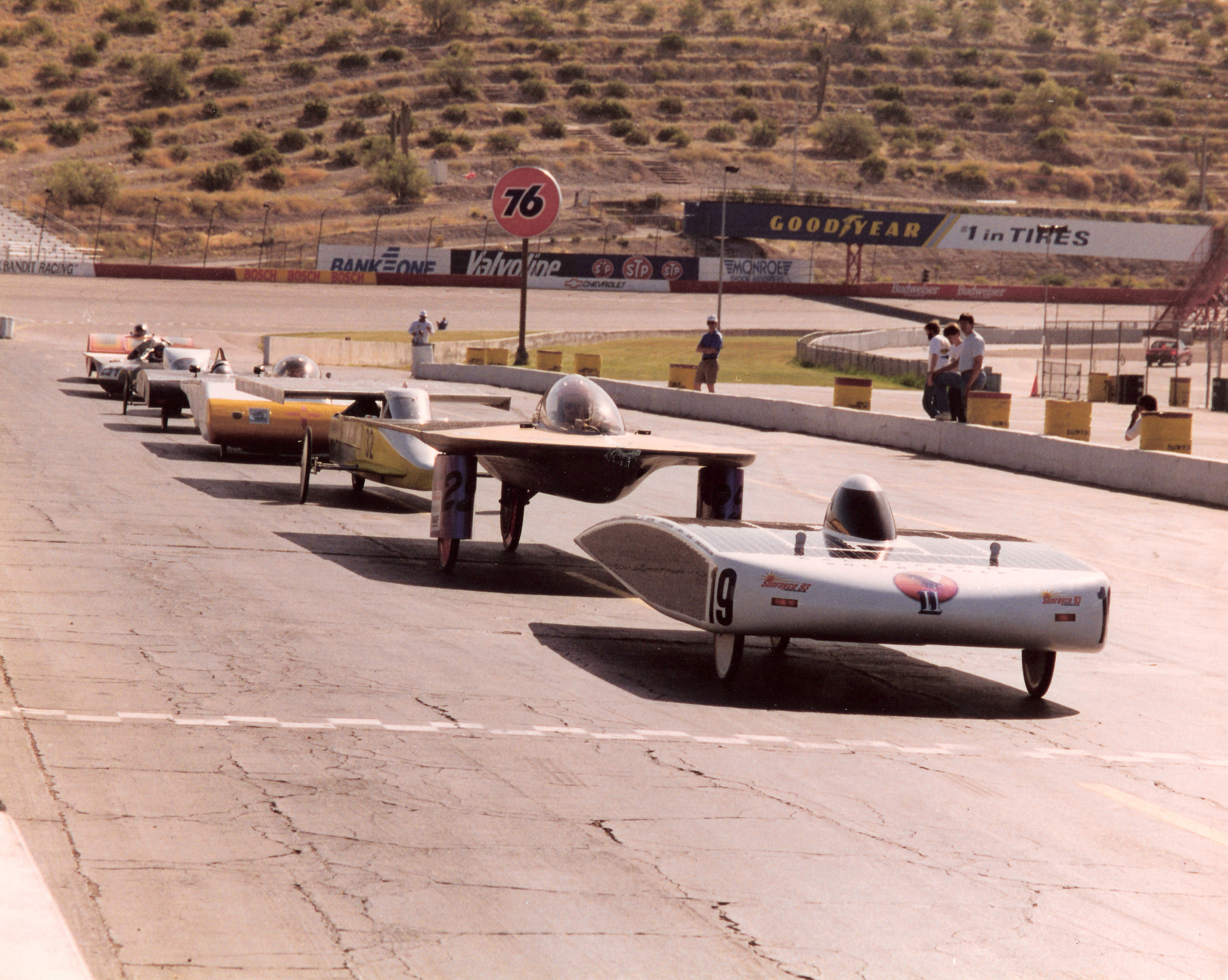
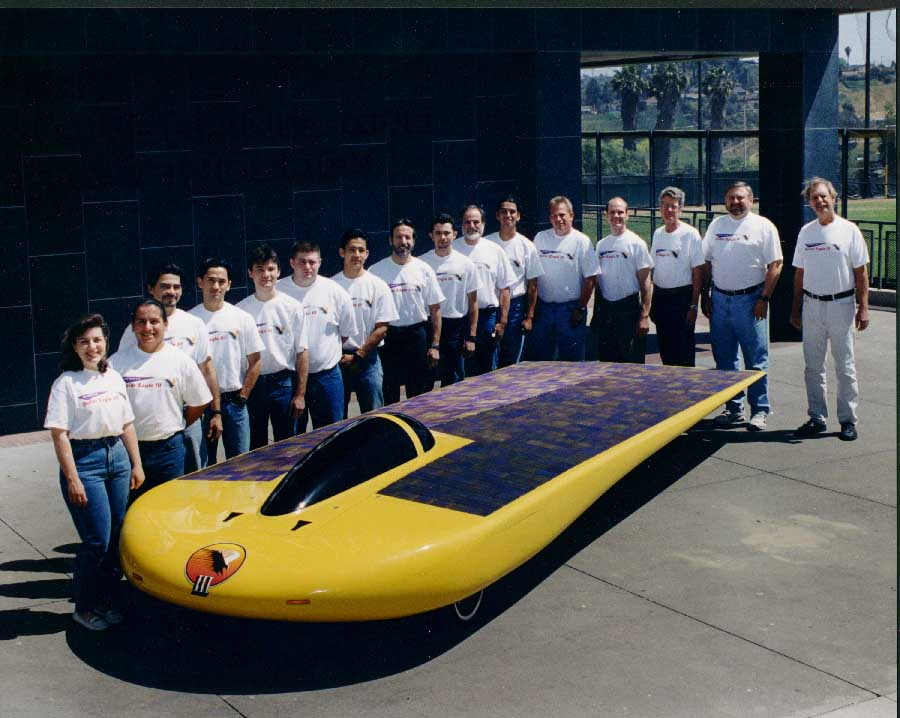